# 科莱迪托拉
科莱迪托拉（義大利語：Colle di Tora），是意大利列蒂省的一个市镇。总面积14.16平方公里，人口391人，人口密度27.6人/平方公里（2009年）。ISTAT代码为057019。